# UFO - Prendeteli vivi
UFO - Prendeteli vivi è un film di fantascienza del 1974, terzo adattamento tratto dalla serie televisiva UFO, diretto da Bob Bell.

## Trama
Il comandante Straker incontra il responsabile di un programma di distruzione di armi chimiche, per pianificare l'affondamento di bombole contenenti gas tossici in una fossa oceanica. Straker è preoccupato che gli UFO possano attaccare la nave di trasporto, provocando una catastrofe. L'unica cosa che può fare è far decollare gli intercettori, che in effetti rilevano una presenza extraterrestre, contro la quale i cannoni della nave sono impotenti. Il disco volante se ne va indisturbato e se ne perdono le tracce.
Al centro di comando giunge la segnalazione che da una fattoria nella campagna inglese è sparito un uomo, già campione olimpico, in circostanze che farebbero supporre un rapimento alieno. Il colonnello Paul Foster è così inviato sul posto per rintracciare l'UFO ed eliminarlo. Dall'astronave, inabissatosi in un laghetto e fatta saltare, viene recuperata una capsula dalla quale si sente provenire un battito cardiaco: e quello del rapito, che ne viene estratto alla presenza della sorella.
Il comandante Straker si reca alla sede della Commissione Astrofisica Internazionale, dove ha un colloquio con il responsabile dell'allocazione delle risorse economiche, che si mostra scettico sulle sue parole sulla pericolosità degli UFO e nega nuovi fondi alla SHADO.
Gli alieni intanto attentano alla vita di Foster chiudendolo a chiave nella sauna della palestra che frequenta, e rapendolo quando è prossimo a perdere i sensi. Dato che non risponde alle sue chiamate, Straker lo fa cercare e scopre così il rapimento: il comandante è disposto a distruggere l'UFO, anche al costo di provocare la morte del suo sottoposto. Il disco volante è colpito dalle armi degli intercettori e si schianta sulla Luna. Foster, nello scafandro pieno del liquido verde in cui l'hanno posto gli alieni, viene recuperato e ritorna sulla Terra in licenza.
La SHADO prepara una trappola per gli UFO in avvicinamento allo scopo di catturare degli alieni vivi. Due cingolati cercano di avvicinarsi a un velivolo alieno atterrato in Canada, ma vengono attaccato. Il piano ha comunque successo e uno degli alieni, prelevato in condizioni critiche, è affidato ai medici. Si scopre così che ha degli organi trapiantati da esseri umani; in breve tempo peggiora come per un repentino invecchiamento e muore. Straker presenta al funzionario della Commissione un dettagliato rapporto sul caso, ma questi continua a non dargli retta.
La nave Albatross è attaccata da "pesci volanti" che ne provocano l'affondamento, dopo che ha lasciato l'SOS. L'azione è attribuita agli UFO, dei quali giungono molte segnalazioni dopo poco tempo. Un sommergibile scopre che che gli extraterrestri hanno una base sottomarina a forma di cupola collegata con un'isola vulcanica. Straker e Foster, equipaggiati da sommozzatori, vi si avvicinano e vedono all'interno il tenente Sanders, così decidono di indagare per scoprire se sia veramente in combutta con gli alieni. Quando rientra alla base della SHADO, Sanders è messo sotto torchio, ma anche con il siero della verità conferma la sua innocenza; viene comunque condotto in cella. Straker e Foster tornano alla cupola e vi penetrano, rivedendo quello capiscono essere un clone di Sanders. Separatisi, Straker è aggredito da un essere con le fattezze di Foster, che riesce a mettere al tappeto. Arriva il vero Foster e i due comprendono la verità, vedendo anche i replicanti di molti altri colleghi che imitano le loro azioni e mandano informazioni false alla Base Luna per permettere agli UFO di raggiungere la Terra indisturbati. Straker e Foster devono lasciare la cupola prima che il sottomarino, come concordato, lanci i siluri per distruggerlo, ma il comandante è intercettato da uno dei replicanti, col quale deve combattere prima di guadagnare l'uscita. La cupola e l'isola esplodono e la minaccia è scongiurata, ma solo per poco: una nuova flotta di dischi volanti si dirige verso la guerra, mentre dalle basi della SHADO partono i velivoli per intercettarli.

## Produzione
Il lungometraggio fu realizzato unendo cinque episodi della serie UFO: il n. 9 (Ordeal), il n. 2 (Computer Affair), il n. 18 (The Sound of Silence), il n. 20 (Destruction) ed il n. 23 (Reflections in the Water), montati al fine di ricavarne un'unica trama.